# Zevenmanshaven
De Zevenmanshaven is een haven in Vlaardingen. De haven is, evenals de Vulcaanhaven, particulier bezit en is in handen van het bedrijf Northcoast. De haven staat in verbinding met de Nieuwe Maas.
De Zevenmanshaven ligt aan de westkant van Vlaardingen en dankt haar naam aan de voormalige Zevenmanspolder.

## Incident
Op 11 mei 1940 deed zich in de Nieuwe Maas, ter hoogte van de haven, een incident voor: Loodsboot 19 liep op een magnetische mijn die door de Duitsers was afgeworpen, en kwam tot zinken. Hierbij kwam niet alleen een groot deel van de bemanning om het leven, maar verdween ook een groot deel van de lading onder water. Deze bestond uit staven goud afkomstig van een kantoor van de Nederlandsche Bank op de Boompjes. Een deel hiervan werd tijdens de oorlog geborgen, maar na de oorlog werd nog goud opgebaggerd. De controle op de geborgen goudstaven was gebrekkig en enkele staven zijn verdwenen.
Buitenhaven · Oude Haven · Vulcaanhaven · Koningin Wilhelminahaven · Zevenmanshaven